# الطف (يافع)

تعديل مصدري - تعديل

الطـف هي إحدى قرى عزلة لبعوس بمديرية يافع التابعة لمحافظة لحج، بلغ تعداد سكانها 890 نسمة حسب تعداد اليمن لعام 2004.